# Tomás Giannini
Tomás Giannini (Buenos Aires, 25 de marzo de 1931), cuyo nombre completo es Tomás Carmelo Giannini, también conocido como Cacho, es un bandoneonista dedicado al género del tango.

## Actividad profesional
Nació en el barrio de Caballito de Buenos Aires y desde los 9 años estudió bandoneón; primero lo hizo con José Zacarnino, un maestro de la vecindad, y a partir de los 14 años con el prestigioso Francisco Requena. Inició su actividad en público incorporado a una orquesta juvenil dirigida por Ramón Damp y desde el 1 de enero de 1950 trabajó. Más tarde, y durante un año y medio en la orquesta de la rosarina Ebe Bedrune, conocida como La Mujer Tango o la Dama Blanca, porque vestía un esmoquin de este color cuando dirigía.
A lo largo de los años Giannini trabajó en las orquestas de Domingo Federico, en la llamada Orquesta de la Argentinidad de Lorenzo Barbero, en la que estuvo nueve años, cinco de ellos como primer bandoneón, en la  Orquesta Símbolo «Osmar Maderna», dirigida por Aquiles Roggero, estuvo un año con el maestro Miguel Caló, en la orquesta de Francini-Pontier, cuando era su cantor Julio Sosa, en el conjunto de José Colángelo y, durante varios años, en la orquesta de Mariano Mores donde en 2011 finalizó su carrera.
Realizó giras por Estados Unidos, Colombia, Panamá, Perú, Chile, Ecuador, Costa Rica. En 1996 fue con el bailarín Julio Bocca en una gira que abarcó 19 ciudades de España, Egipto, Italia, Inglaterra, haciendo dúo con Atilio Stampone en las entradas del final del espectáculo. Entre 1990 y 1995, fue músico invitado en el Sexteto Mayor, en los espectáculos Tango Argentino y Tango Pasión. Entre las grabaciones en las que participó se encuentran las realizadas Juan Sánchez Gorio, con Orlando Trípodi, en 1963, 1966 y l972 y con Osvaldo Berlingieri.